# Ерагон (відеогра)
Ерагон — відеогра, створена за мотивами популярної у всьому світі романі «Ерагон» англійського письменника Крістофера Паоліні.

## Сюжет
В грі Ерагону потрібно знайти синій камень. Захистити його від разаків, слуг Смерка, і ургалів, воювати проти армії Галбаторікса. битися пліч опліч разом із Бромом та чарівною ельфійкою Арією. Як і в книзі Ерагону потрібно перемогти Смерка з допомогою Сапфіри та Арії.
Також у грі можна грати в двох. Це чудова, захоплююча гра, яка відображає фантастично-казкові події, в які ти поринаєш навіть не задумуючись про час.